# Lucjan i Marcjan
Lucjan i Marcjan (zm. ok. 250 w Nikomedii) – męczennicy chrześcijańscy, święci Kościoła katolickiego.
Prawdopodobnie obaj byli czcicielami demonów i uprawiali magię. Obydwaj jednak nawrócili się na chrześcijaństwo. Za wyznawanie tej właśnie wiary zostali spaleni na stosie podczas prześladowania chrześcijan za panowania Decjusza (249-251) w 250 lub 251 roku.
Ich relikwie znajdują się w miejscowości Vic, w Hiszpanii, przeniesione tam w nieznanych okolicznościach.
Obaj są patronami osób nawróconych i opanowanych przez złe moce, oraz tych, na których rzucono urok i czary.
Ich wspomnienie liturgiczne w Kościele katolickim obchodzone jest 26 października.